# Contribution pour le remboursement de la dette sociale
 (janvier 2021).
Si vous disposez d'ouvrages ou d'articles de référence ou si vous connaissez des sites web de qualité traitant du thème abordé ici, merci de compléter l'article en donnant les références utiles à sa vérifiabilité et en les liant à la section « Notes et références ».
La contribution pour le remboursement de la dette sociale (CRDS) est un impôt français créé en 1996 dans le but de résorber l'endettement de la Sécurité sociale. Elle a été créée par l'ordonnance no 96-50 du 24 janvier 1996. Le taux de la CRDS est fixé à 0,5 % quel que soit le revenu concerné (revenu d'activité, de remplacement, du patrimoine, de placement mais aussi de ventes de métaux, d'objets précieux, de bijoux, d'objets d'art ou de collection et sur les jeux de hasard). Elle concerne également les différents revenus d'origine inconnue.

## Historique
L'introduction de la contribution au remboursement de la dette sociale découle de la promulgation de la loi autorisant le Gouvernement, par application de l'article 38 de la Constitution, à réformer la Sécurité sociale (loi no 95-1348 du 30 décembre 1995). Cette loi, permettant le recours aux ordonnances, défendue par le Premier ministre Alain Juppé a donc été suivie de la promulgation de plusieurs textes, dont celui créant la contribution. À cette époque, les déficits sociaux cumulés s'élevaient à un montant estimé entre 30 et 38 milliards d'euros (200 à 250 milliards de francs).

## Recouvrement
Le taux de la CRDS est fixé à 0,5 % quel que soit le revenu concerné (revenu d'activité, de remplacement, du patrimoine, de placement mais aussi de ventes de métaux, d'objets précieux, de bijoux, d'objets d'art ou de collection et sur les jeux de hasard).
Le paiement de la CRDS se fait de plusieurs façons. Pour les revenus d'activité et les revenus de remplacement, la contribution est retenue à la source par l'employeur ou l'organisme qui verse ce revenu de remplacement. Pour les revenus professionnels des exploitants agricoles, elle est recouvrée par les caisses de mutualité sociale-agricole et pour les revenus des professions autres que salariées ou agricoles, elle est recouvrée par les Unions de recouvrement des cotisations de sécurité sociale et d'allocations familiales (URSSAF). Quant aux revenus du capital, l'administration fiscale doit envoyer un avis d'imposition, indépendant de celui de l'impôt sur le revenu. Les personnes qui ne sont pas redevables de la CSG parce qu'elles n'ont pas leur domicile fiscal en France sont obligées d'augmenter leur cotisation d'assurance maladie de 0,40 %.
Parmi les revenus d'activité, les salaires des apprentis, les rémunérations versées aux stagiaires de la formation professionnelle, le remboursement des frais de transports en région parisienne, la contribution patronale aux tickets restaurants et les indemnités de licenciement et assimilées sont exonérés de la CRDS. La plupart des revenus de remplacement sont soumis à la CRDS mais les minima sociaux et les personnes disposant seulement des allocations de solidarité comme le revenu de solidarité active (RSA) en sont dispensées. Les allocations de parent isolé, d'adulte handicapé, d'éducation spécialisée et de garde d'enfant à domicile ainsi que les pensions militaires d'invalidité et de victimes de guerre sont également exonérées. De plus, dans le cas où le montant des trois prélèvements sociaux (CSG – voir ci-dessous, CRDS, prélèvement de 2 %) est inférieur à 61 €, le montant n'est pas recouvré.
En 1996, plusieurs modifications ont été apportées à la loi originale instituant la CRDS. Par exemple, depuis le 1er février 1996, les allocations logement sont assujetties à la CRDS et, depuis le 1er janvier 1997, c'est aussi le cas pour les prestations familiales. Depuis le 1er janvier 2005, l'abattement de 5 % qui est calculé sur certains revenus n'est plus que de 3 %. L'abattement est représentatif de frais professionnels et de frais liés à la recherche d'emploi et il est appliqué aux revenus d'activité et aux allocations chômage. En clair, depuis le 1er janvier 2005, la CRDS est calculée sur la base de 97 % du salaire brut (98,25% en 2015).  
La CRDS est parfois confondue avec, ou mentionnée par rapport à, la contribution sociale généralisée (CSG). La CSG est un impôt destiné à financer l'assurance maladie, les prestations familiales et le fonds de solidarité vieillesse (FSV). Cette contribution a été créée en 1990 et est imposée à tous les résidents français qui ont un revenu (salaire ou indemnisation) ; son taux de prélèvement est sensiblement élevé par rapport à la CRDS – à savoir, entre 3,8 % et 9,9 % selon les différentes catégories de revenus. La CSG vise à diversifier le mode de financement de la protection sociale qui, auparavant, reposait essentiellement sur les cotisations sociales. Cependant, elle se distingue alors de la CRDS, en contribuant au financement du système de sécurité sociale actuel, alors que le prélèvement de la CRDS a pour but de renforcer indifféremment le niveau de remboursement du déficit social.

## Affectation
La CRDS a été créé en 1996 afin d'apurer la dette de la Caisse d'amortissement de la dette sociale (CADES), dont elle est la principale ressource.
La durée de remboursement de cette dette avait initialement été estimée à 13 ans, et la CRDS devait donc prendre fin en 2009. Toutefois, la CADES a repris plusieurs autres dettes sociales, et la durée d'application de la CDRS a été prolongée en 1997 puis 2014 pour faire face à l'augmentation significative de la CADES,.